# 메이와 대화재
메이와 대화재(일본어: 明和の大火)는 메이와 9년 2월 29일(1772년 4월 1일) 에도에서 발생한 대화재로 메이레키 대화재, 분카 대화재를 묶어 에도 3대 화재라고 한다. 메구로 교닝자카(현재의 메구로구 시모메구로 잇초메 부근)에서 시작되었기 때문에, 메구로 교닝자카 대화재라고도 불린다. 사망자는 15,000명, 행방불명자는 4,000명을 넘었다.